# الكسندر هينينج هانسن
الكسندر هينينج هانسن (بالنرويجية البوكمول: Alexander Henning Hanssen)‏ هو متزلج صدري نرويجي، ولد في 20 فبراير 1987 في ستافانغر في النرويج.

## وصلات خارجية
- الكسندر هينينج هانسن على موقع IBSF (الإنجليزية)
- الكسندر هينينج هانسن على موقع اللجنة الأولمبية الدولية (الإنجليزية)
- الكسندر هينينج هانسن على موقع أوليمبيديا (الإنجليزية)